# Nican motecpana
Nican Motecpana escrito en náhuatl, que significa “Aquí se pone en orden”, denominado así por ser las dos primeras palabras del escrito, por Antonio Valeriano, con añadidos del mestizo Fernando de Alva Ixtlilxóchitl, de 1590, con 15 párrafos, en el cual se narran 14 milagros atribuidos a la Virgen de Guadalupe, e información sobre al indígena Juan Diego Cuauhtlatoatzin, el cual tiene como antecedente al Nican mopohua, y es precedente del Nican Tlantica.que a su vez están compendiados en Huei Tlamahuizoltica.
El documento inicia con:
Nican Motecpana in ixqvich tlamahviçolli yequimo chihvilia in ilhvicac çihvapilli totlaçonantzin Guadalupe: -“Aquí se refieren ordenadamente todos los milagros que ha hecho la Señora del Cielo Nuestra Bendita Madre de Guadalupe”-.
Carlos de Sigüenza y Góngora menciona como autor, a Fernando De Alva Ixtlixóchitl, un nahuatlato intérprete oficial descendiente de la nobleza de los reyes de Texcoco y fecundo historiador y escritor, cuando hablando del Huei Tlamahuizoltica, que había publicado Luis Lasso de la Vega junto con esta parte que conocemos como «Nican Motecpana» dice:  
“Digo y juro que esta relación hallé entre los papeles de don Fernando de Alva, que tengo todos [...]. El original en mejicano está de letra de don Antonio Valeriano, indio, que es verdadero autor, y al fin añadidos algunos milagros de letra de don Fernando, también en mejicano. Lo que presté al R. P. De Florencia fue una traducción parafrástica que de uno y otro hizo don Fernando y también está de su letra.”  
El Nican Motecpana nos da pues datos sobre la vida de Juan Diego. Consigna su muerte y la de su tío, lamenta que no haya más cuidados en consignar los innumerables favores de la Virgen de Guadalupe. 

Se dice que Juan Diego, dejó todo y se va mejor a servir a la Señora del cielo y vivir en la ermita. Pidió permiso al obispo Juan de Zumárraga para vivir junto a las paredes del templo y se escribió de la siguiente manera: 
“A diario se ocupaba de las cosas espirituales y barría el templo. Se postraba delante de la Señora del cielo y la invocaba con fervor; frecuentemente se confesaba, comulgaba, ayunaba, hacía penitencia, se disciplinaba, se ceñía silicio de malla y escondía en la sombra para poder entregarse a solas a la oración y estar invocando a la Señora del cielo.
Se menciona también la muerte del tío Juan Bernardino, acaecida el 14 de mayo del año 1544 que a la letra dijo: 
“[...] cuando se puso grave vio en sueños a la Señora del cielo, quien le dijo que ya era hora de morir [...].” 
Ubica la muerte de Juan Diego en el año de 1548 cuando tendría cerca de 74 años de edad, y después de haber servido de día y de noche en el templo por un período de 17 años. La fecha de la muerte de Juan Diego es congruente con otros como los «Anales de Catedral» y en el «Analejo de Bartoloche», que también mencionan su muerte en 1548. }
Proporciona también datos sobre la Virgen de los Remedios y la Virgen de Cosamaloapan; y termina con la pertinente reflexión de que sólo gracias al Acontecimiento guadalupano pudo convertirse México. 
La importancia del documento es porque confirma la información proporcionada por el «Nican Mopohua», que en cuanto a la verificabilidad histórica parafraseamos la opinión del estudioso sacerdote Fidel de Jesús Chauvet, OFM, quien confirma que la publicación hecha por el bachiller Luis Lasso de la Vega que narra las apariciones de la Santísima Virgen de Guadalupe, es la edición de escritos de Valeriano y otros escritos.